# Tarnov
Tarnov (ungarisch Tapolytarnó – bis 1907 Tarnó) ist eine Gemeinde im Osten der Slowakei mit 415 Einwohnern (Stand 31. Dezember 2024). Sie gehört zum Okres Bardejov, einem Kreis des Prešovský kraj, und wird zur traditionellen Landschaft Šariš gezählt.

## Geographie
Die Gemeinde befindet sich im nordwestlichen Teil der Niederen Beskiden, noch genauer im Bergland Ondavská vrchovina, im Tal der oberen Topľa, wo sie den linksseitigen Bach Kamenec aufnimmt. Das Ortszentrum liegt auf einer Höhe von 333 m n.m. und ist achteinhalb Kilometer von Bardejov entfernt.
Nachbargemeinden sind Sveržov im Norden, Zlaté im Nordosten, Rokytov im Osten, Richvald und Krivé im Süden, Kružlov im Südwesten und Gerlachov im Westen.

## Geschichte

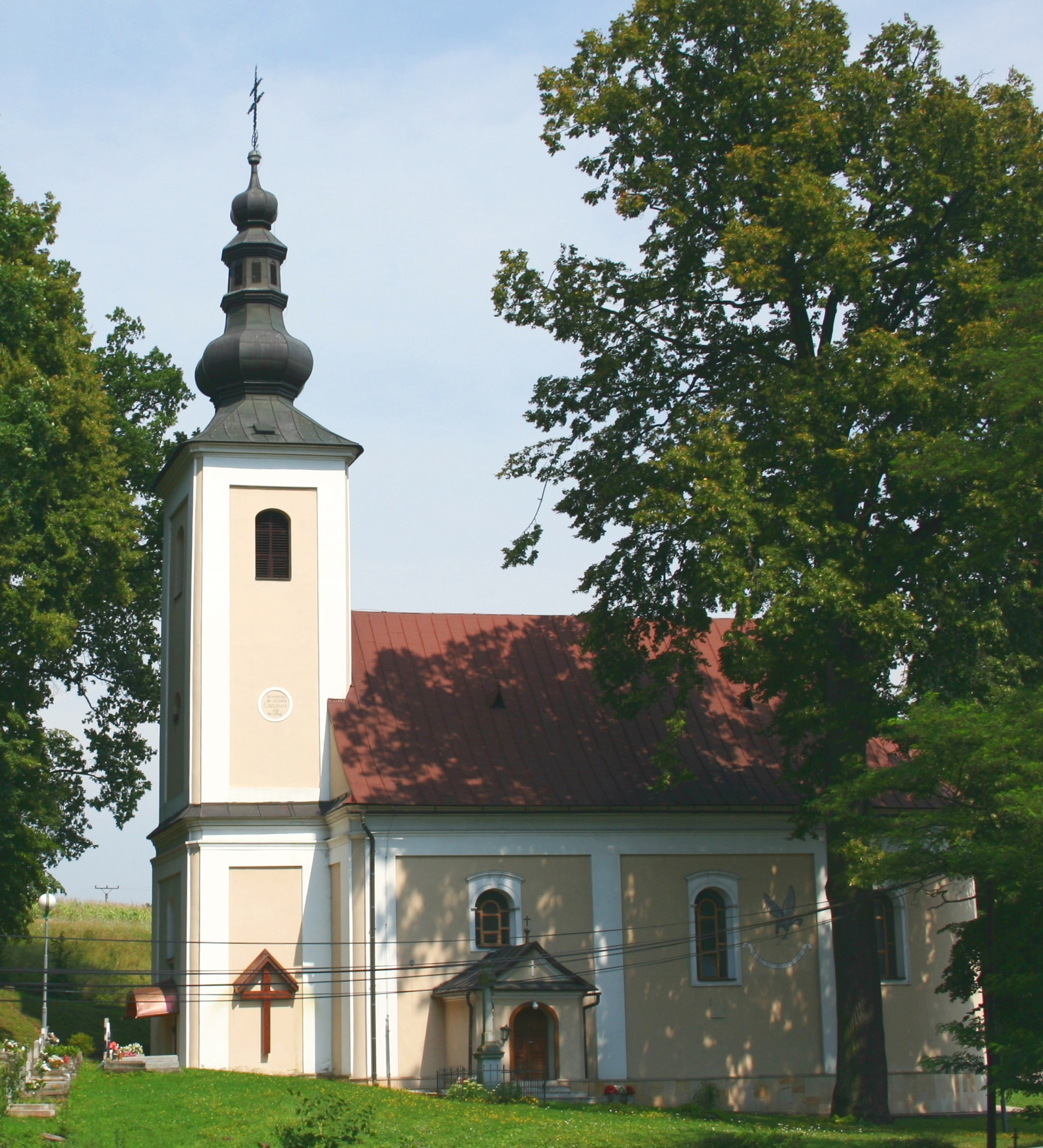
Kirche

Tarnov wurde gegen 1300 durch einen Schultheiß gegründet und zum ersten Mal 1355 als Tarnow schriftlich erwähnt, weitere historische Bezeichnungen sind unter anderen Taarno (1427), Tarnuw (1773) und Tarnow (1808). Zur Zeit der Ersterwähnung lag das Dorf in der Herrschaft von Smilno, später der Burg Makovica und entwickelte sich als Marktflecken. 1427 wurden 21 Porta verzeichnet, im späten 15. Jahrhundert besaß die Familie Kálnássy die Ortsgüter, danach ab dem 16. Jahrhundert bis 1848, mit Unterbrechungen bis 1883, die Stadt Bartfeld.
1787 hatte die Ortschaft 49 Häuser und 324 Einwohner, 1828 zählte man 60 Häuser und 467 Einwohner. die als Landwirte und Schindler beschäftigt waren. Im 19. Jahrhundert entstand je eine Säge und Ziegelei im Ort. Von der Mitte des 19. Jahrhunderts bis 1914 gab es mehrere Auswanderungswellen. In der Winterschlacht in den Karpaten 1914/15 gab es beim Ort Gefechte zwischen den österreichisch-ungarischen und russischen Truppen.
Bis 1918 gehörte der im Komitat Sáros liegende Ort zum Königreich Ungarn und kam danach zur Tschechoslowakei beziehungsweise heute Slowakei. Nach dem Zweiten Weltkrieg arbeitete ein Teil der Einwohner in Industriebetrieben in Bardejov, die örtliche Einheitliche landwirtschaftliche Genossenschaft (Abk. JRD) wurde im Jahr 1959 gegründet, ein Teil pendelte zur Arbeit nach Bardejov, Kružlov und Kružlovská Huta.

## Bevölkerung
| Jahr                | 1994 | 2004    | 2014    | 2024    |
| ------------------- | ---- | ------- | ------- | ------- |
| Anzahl der Personen | 371  | 378     | 379     | 415     |
| Unterschied         |      | +1,88 % | +0,26 % | +9,49 % |

| Jahr                | 2023 | 2024    |
| ------------------- | ---- | ------- |
| Anzahl der Personen | 399  | 415     |
| Unterschied         |      | +4,01 % |

Nach der Volkszählung 2011 wohnten in Tarnov 396 Einwohner, davon 383 Slowaken und vier Ukrainer. Neun Einwohner machten keine Angabe zur Ethnie.
338 Einwohner bekannten sich zur römisch-katholischen Kirche, 31 Einwohner zur griechisch-katholischen Kirche, sechs Einwohner zur Evangelischen Kirche A. B. und vier Einwohner zur orthodoxen Kirche. 10 Einwohner waren konfessionslos und bei sieben Einwohnern wurde die Konfession nicht ermittelt.

## Bauwerke
- römisch-katholisch Kirche Katharina von Alexandrien im klassizistischen Stil aus den Jahren 1821–26[6]

## Verkehr
Durch Tarnov führt die Straße 1. Ordnung 77 von Ľubotín nach Bardejov, am westlichen Ortseingang zweigt die Straße 3. Ordnung 3485 Richtung Frička ab.